# Semenkhare
Semenkhare o Smenkhkare fou un suposat faraó de la dinastia XVIII d'Egipte. Es desconeix del cert si només ho fou com a corregent d'Akhenaton, o bé va succeir-lo al tron durant uns mesos. Va ser succeït per Tutankhamon, que probablement era el seu germà.
El seu nom Sa Ra era Semenkhare o Djeserkheperu, que vol dir 'L'ànima de Ra és forta'. El seu nom de tron fou Ankhkheperure ('Les manifestacions de Ra estan vives').
Hom creu que era el fill gran d'Akhenaton, tot i que hi ha qui pensa que en podria ser un germà, i que va ser enterrat a la tomba KV55 de la vall dels Reis. Aquesta tomba contenia la mòmia d'una persona que va morir amb 20 o 25 anys, i en van destruir els cartutxos i altres proves arran de l'heretgia d'Aton. La hipòtesi que la mòmia fos d'Akhenaton és poc plausible, perquè comportaria que hagués arribat al tron amb 10 anys, i que al voltant dels 15 hagués imposat la religió d'Aton. La complexió física de la mòmia s'assembla a la del seu suposat germà, Tutankhamon, i tenien el mateix tipus de sang. Això fa pensar que la mare de Semenkhare fou Kiya.
Va estar casat amb la seva germanastra Merytatentasherit ('Merytaten la Jove'), la més gran, i hereva legítima del tron a manca de mascles, filla de Merytaten (abans de ser nomenada "gran esposa reial") i Akhenaton. Merytatentasherit probablement va morir molt jove, abans que el marit i fins i tot abans que Akhenaton. El lloc d'hereva femenina va ser ocupat per la seva germana Ankhesenpaten, que es va casar (o estava casada) amb el jove Tutankhamon.
Cal mencionar una segona teoria, que suposa que Nefertiti no va morir sinó que va esdevenir corregent, vestida de faraona com Hatshepsut, i que va prendre el nom de Semenkhare, en un intent per salvar el regne del marit. L'estela de la corregència es va trobar a Tell al-Amarna i presentava tres figures amb els seus noms: Akhenaton, Nefertiti, i la princesa Merytaten la Jove. Un estudi més a fons ha obligat a canviar els noms: Nefertiti s'ha substituït per Ankhkheperure Neferneferuaton, i el de Merytaten pel d'Ankhesenpaaten; però no es pot descartar del tot una eventual corregència de Nefertiti sota el nom de Semenkhare.
Durant el seu tercer any de (co)regnat, Semenkhare va escriure a un sacerdot d'Amon de Tebes suggerint que no voldria ser enterrat a Akhetaton, sinó a la vall dels Reis. S'interpreta com que no tenia fe en la religió d'Aton.